# ۳۶۶ (میلادی)
۳۶۶ (میلادی) سیصد و شصت و ششمین سال تقویم میلادی است.

## درگذشتگان
‎